# Cleurie
Cleurie é uma comuna francesa na região administrativa de Grande Leste, no departamento de Vosges. Estende-se por uma área de 11,04 km². Em 2010 a comuna tinha 659 habitantes (densidade: 59,7 hab./km²).